# 姚紹書
姚紹書，清朝政治人物。
光绪二十九年（1903年），擔任清朝廣州府南海縣知縣。后由傅汝梅接任。